# کارخانه قند شیروان
کارخانه قند شیروان روستایی در دهستان زیارت بخش مرکزی شهرستان شیروان استان خراسان شمالی ایران است.این کارخانه در سال های قبل از انقلاب اسلامی شروع به ساخته شدن شد و پس از ساخته شدن ظرفیت تولید هزار تن بوده  تقریبا در دهه 40 با ظرفیت افزایشی چهارهزار تن در روز به تولید قند و شکر خود ادامه داده است
اکثر قطعات این کارخانه قبل از انقلاب اسلامی از کشور آلمان و لهستان است  پس از انقلاب کارخانه قند شیروان به تولید خود ادامه داد و و تحویل  روزانه سه هزار و پانصد تن در روز چغندرقند در پاییز و کمی از بهار و تصفیه شکر نیشکر  در سال کمی از شکر کشور ایران را تامین میکند.

## جمعیت
بر پایه سرشماری عمومی نفوس و مسکن در سال ۱۳۹۵ جمعیت این مکان ۲۸۸ نفر (۷۷خانوار) بوده‌است.